# 近藤光男 (中国文学者)
近藤 光男（こんどう みつお、1921年（大正10年）11月14日 - 2019年（令和元年）7月11日）は、日本の漢文学者、お茶の水女子大学名誉教授。

## 経歴
1921年、京都府京都市で生まれた。愛知一中を経て、東京帝国大学文学部支那哲学支那文学科を卒業。
その後は北海道教育大学講師に就いた。北海道大学助教授に転じ、後に教授昇格。1972年からはお茶の水女子大学教授となった。1987年にお茶の水女子大学を定年退官し、名誉教授となった。

## 受賞・栄典
- 1997年春：勲三等旭日中綬章受勲。

## 著作
著書
- 『四庫全書総目提要 唐詩集の研究』研文出版 1984
- 『清朝考証学の研究』研文出版 1987

訳註・解説
- 『蘇東坡』(漢詩大系 17) 集英社 1964
  - 改題『蘇軾』(漢詩選 11) 集英社 1996
- 『中国詩人選 蘇東坡』 集英社 1966
  - 普及版 1972年
  - 改題新装版『蘇東坡』(中国名詩鑑賞 7) 小沢書店 1996
- 『清詩選』(漢詩大系 22) 集英社 1967
  - 『清詩選』(漢詩選 14) 集英社 1997
- 『戴震集』(中国文明選 8) 安田二郎共訳著、朝日新聞社 1971
  - 再版 1977年
- 『戦国策』(全釈漢文大系 23・24・25) 集英社 1975-1979
- 『戦国策』劉向著、講談社(中国の古典) 1987
  - 文庫化 講談社学術文庫 2005
- 『國朝漢學師承記』江藩著、明治書院 2001

共著
- 『聞一多 歌与詩 中国文学史の方法』江南書院 1956
- 『中国古典の読みかた 漢文の文法』藤堂明保共著、江南書院 1956
- 『中国古典の読みかた 学習編』藤堂明保共著、江南書院 1958
- 『中国古典詩叢考 漢詩の意境』編、勁草書房 1969

## 参考
- 「近藤光男教授頼惟勤教授退官記念号」『お茶の水女子大学中国文学会報』1987-04